# Immanuel Stark
Immanuel Stark (* 10. Oktober 1994 in Stollberg/Erzgeb.) ist ein ehemaliger deutscher Radrennfahrer

## Sportlicher Werdegang
Seit 2010 ist Immanuel Stark im Radsport aktiv. Im Jahr 2015 gewann er mit der Harzrundfahrt sein erstes größeres Rennen. 2018 wurde er deutscher Bergmeister. 2019 erhielt er seinen ersten Vertrag bei einem internationalen Radsportteam, dem deutschen Team P&S Metalltechnik. Im Juni 2021 entschied er die Bergwertung der  Oberösterreich-Rundfahrt für sich. Wenige Wochen später gewann er eine Etappe des bulgarischen Etappenrennens In the footsteps of the Romans sowie später auch die Gesamtwertung. Ebenfalls 2021 siegte er auf der dritten Etappe der Tour of Bulgaria und entschied auch die Gesamtwertung für sich.
Im Oktober 2022 gab sein Team bekannt, dass Stark zum Ende der Saison 2022 seine sportliche Karriere beendet.

## Familie
Auch sein sieben Jahre älterer Bruder Sebastian ist als Radsportler aktiv; er bestreitet unter anderem Mountainbike-Marathonrennen gemeinsam mit seiner Frau Laura.

## Erfolge
2021
- Bergwertung Oberösterreich-Rundfahrt
- Gesamtwertung und eine Etappe In the footsteps of the Romans
- Gesamtwertung, eine Etappe und Bergwertung Bulgarien-Rundfahrt

2018
- Deutscher Bergmeister

2015
- Harzrundfahrt